# Gris fer
Pour l’article homonyme, voir Fer (homonymie).

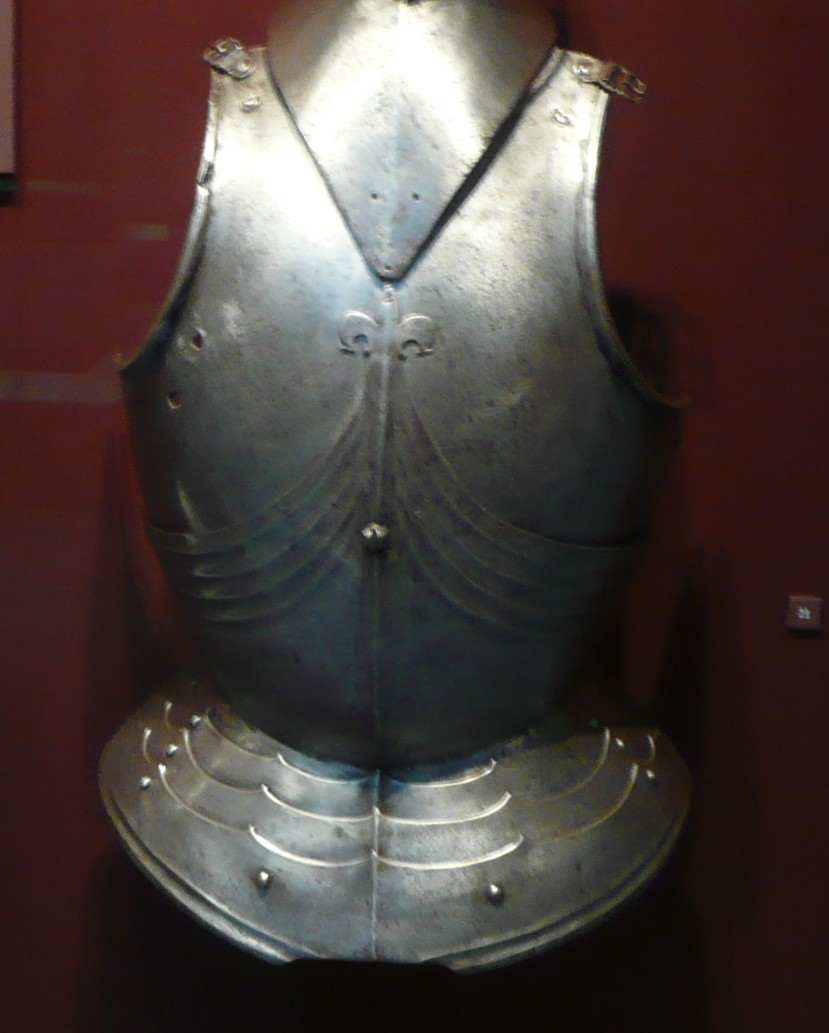
Armure en fer.

Le nom de couleur gris fer ou quelquefois fer est une teinte de gris neutre foncé en usage dans la mode et la décoration qui se réfère à l'apparence du métal, le fer.
En hippologie, gris fer désigne une robe grise de jeunes chevaux dont le poil commence à perdre sa couleur.
Les objets en fer peuvent présenter plusieurs valeurs de gris et de brillant et plusieurs nuances, selon la présence de traces de rouille. En français, le gris fer ou fer s'entend d'ordinaire sans trace d'oxydation (RC2), mais on constate parfois une tendance brune, comme dans les nuanciers de langue anglaise.

## Nuanciers
Le nuancier RAL indique RAL 7011 gris fer.
Les nuanciers commerciaux donnent en peinture pour la décoration Gris Ferronnerie ; en fil à broder 413 fer, 3781 fer forgé.

## Histoire
Les expressions couleur de fer et gris fer sont très anciennes. Autrefois, un cheval gris était dénommé ferrant ; « Couleur de fer » se trouve en 1564 ; « gris fer » et « gris de fer » en 1775.
Le Répertoire de couleurs de la Société des chrysanthémistes publié en 1905 donne quatre tons de Gris de fer avec la définition « couleur ordinaire du fer ouvré pour l'industrie avant toute trace d'oxydation ». Il donne comme synonymes français Gris Marengo et Gris direct (RC2).